# Аманатидис, Нейтан
Не́йтан Аманати́дис (англ. Nathan Amanatidis; 23 января 2006, Аделаида) — австралийский футболист, нападающий клуба «Сидней».

## Клубная карьера
Аманатидис играл за молодёжную команду клуба «Аделаиду Кометс», прежде чем присоединиться к «Вест Аделаиде». Он дебютировал за «Вест Аделаиду», когда ему было всего 15 лет, сыграв 10 матчей за команду в сезоне 2021 во втором дивизионе Южной Австралии. В следующем сезоне он провёл 17 матчей за взрослую команду.
В 2023 году Аманатидис подписал соглашение с «Гримсби Таун». Однако позже он отказался от этой сделки и присоединился к команде НПЛ «Аделаида Юнайтед» в сезоне 2023, сыграв за клуб 14 матчей и забив шесть голов.
18 июля 2023 года «Сидней» объявил, что подписал с Аманатидисом трёхлетний контракт. Он официально дебютировал за клуб, выйдя со скамейки запасных в победном (2:0) матче 1/8 финала кубка Австралии против «АПИА Лейхгардт».

## Карьера в сборной
13 июня 2023 года Аманатидис был вызван в сборную Австралии до 17 лет на Кубок Азии 2023 года среди юношей до 17 лет. По ходу турнира он забил два гола и сделал одну результативную передачу.